# جامعة ميجي

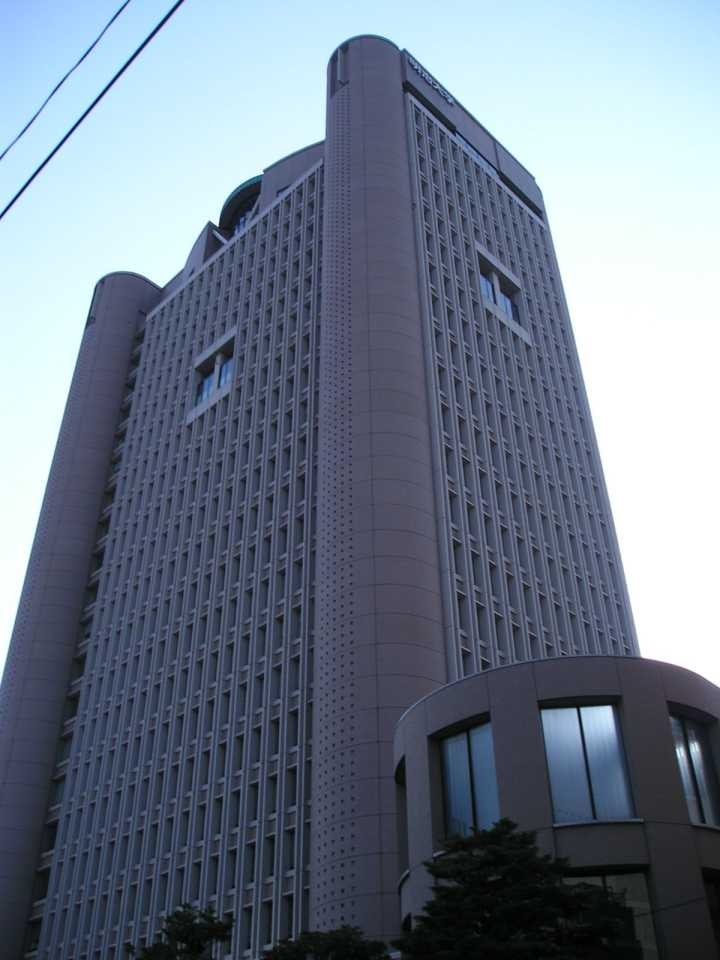
أحد مباني جامعة ميجي

جامعة ميجي باليابانية (明治大学, Meiji daigaku) وبالإنجليزية Meiji University من أشهر الجامعات الخاصة باليابان وتقع في حي تشيودا بالعاصمة طوكيو. أنشئت في عام 1881 ميلادية عن طريق ثلاثة محامين من فترة ميجي.
للجامعة ثمانية كليات بها مايقارب 33,000 طالب في ثلاثة حرم جامعية في كل من اوتشنوميزو. يحمل المخرج والفنان الياباني تاكيشي تاكانو بكالوريوس فخرية من الجامعة في علوم الهندسة بعد أن توقف عن الدراسة بها ليبحث عن العمل.
كدروها في المنافسة مع الجامعات الأخرى اليابانية بالرياضة، تعقد كل سنة مباراة الـ موسين Mesosen بين جامعة ميجي وجامعة واسيدا في رياضة الركبي ورياضة البيسبول.

## الكليات

### لدرجة البكالوريوس
- كلية القانون
- كلية التجارة
- كلية علوم السياسة والاقتصاد
- كلية الفنون والاداب
- كلية العلوم والتكنولوجيا
- كلية الزراعة
- كلية إدارة الأعمال
- كلية المعلومات والاتصالات

### للدراسة الماجستير والدكتوراة
- كلية القانون
- كلية التجارة
- كلية علوم السياسية والاقتصاد
- كلية إدارة الأعمال
- كلية الفنون والاداب
- كلية العلوم والتكنولوجيا
- كلية الزراعية
- كلية الدراسات الحكومية
- كلية الأعمال الدولية
- كلية المحاسبة الاحترافية

## أبرز الخرجيين
- تاكي-أو ميكي رئيس الوزراء ما بين عامي (1974–1976)
- توميتشي موراياما رئيس الوزراء ما بين عامي (1994–1996)
- جبريل إبراهيم وزير المالية والتخطيط الاقتصادي بجمهورية السودان.
- أويمورا ناؤمي، مغامر ياباني.

## وصلات خارجية
موقع الجامعة باللغة الإنجليزية